# Каракуртлы
Каракуртлы (азерб. Qaraqurdlu) — село в Хачмазском районе Азербайджана.

## География
Расположено в 2 км от реки Агчай и в 1 км к юго-востоку от города Хачмаз на Самур-Шабранской (Дивичинской) низменности.

## История
Каракуртлы основан в конце XVIII века переселёнными Фатали-ханом из Карабаха кенгерли. Первоначально носило название Карасу Гурдлу.
В «Кавказском календаре» на 1857 год приводятся сведения о деревне Каракурты Кубинского уезда.
Жители  — «татары»-сунниты (то есть азербайджанцы-сунниты) с разговорным языком «татарским» (то есть азербайджанским).
Материалы посемейных списков на 1886 год показывают в Каракуртлы 281 жителей (49 дымов) и все азербайджанцы-сунниты (по источнику «татары»-сунниты).

## Население
По результатам Азербайджанской сельскохозяйственной переписи 1921 года Каракурты населяли 216 человек (72 хозяйства), население было представлено преимущественно азербайджанскими тюрками (то есть азербайджанцами), состоявшим из 113 мужчин и 103 женщин.
По данным на 1977 год в Каракуртлу проживало 924 жителей. Население занималось зерноводством и животноводством. Функционировали пиво-безалкогольный завод, хлебзавод, библиотека, медицинский пункт.